# Танги, Ив
Раймон Жорж Ив Танги (фр. Raymond Georges Yves Tanguy; 5 января 1900[…], VIII округ Парижа — 15 января 1955[…], Вудбери), более известный как Ив Танги́ — французский художник-сюрреалист.

## Биография
Родился в семье отставного морского офицера, выходца из Бретани. В 1918 году начал свою карьеру моряком торгового флота, что позволило ему побывать в Африке, Южной Америке и Англии. 
В 1920 на службе подружился с поэтом Жаком Превером. В 1922 вернулся в Париж и начал пробовать себя в живописи. В 1923 году вдохновился полотнами Кирико. В 1924 году вместе с Дюамелем и Превером художник арендовал мастерскую. В 1925 примкнул к движению сюрреалистов. В 1927 открыл свою первую персональную выставку. 
В 1940 году вместе со своей второй женой, американской художницей-сюрреалисткой Кей Сейдж, переехал в США. В 1942 году принял участие в акции «Художники в изгнании», проходившей в нью-йоркской галерее Пьера Матисса. В 1948 году Ив Танги получил гражданство США. Скончался от инсульта.

## Творчество
Основная тематика Ива Танги — причудливые пейзажи-«галлюцинации». Посредством традиционных приёмов (перспектива, чёткий рисунок, моделировка, светотень) художник создавал своего рода иллюзионистические абстракции. Впечатления детства и юности Танги, связанные с морем, оказали определённое влияние на его творчество. Он использовал в своей живописи формы амёб, морских и земноводных животных, плавные линии и очертания дыма и облаков, пульсаций в воде и дрожащий свет.